# Ottone in villa
Ottone in villa (RV 729) è un dramma per musica in tre atti di Antonio Vivaldi su libretto di Domenico Lalli, che a sua volta si basa su Messalina di Francesco Maria Piccioli.
Fu la prima opera del Prete Rosso e venne rappresentata per la prima volta al Teatro delle Garzerie di Vicenza il 17 maggio 1713. Fu commissionata da Antonio Francesco Farsetti, l'allora capitano (governatore) di Vicenza. Alla prima rappresentazione i cantanti che si esibirono furono Maria Giusti (Cleonilla), il celebre contralto Diana Vico (Ottone), il soprano castrato Bartolomeo Bartoli (Caio Silio), il tenore Gaetano Mozi (Decio) e Margarita Faccioli (Tullia).
Il testo di Lalli si basa su un precedente libretto prodotto da Piccioli, Messalina, musicato e rappresentato da Carlo Pallavicino nel 1680 a Venezia. La costruzione della situazione teatrale è un misto fra dramma eroico (dal quale prende le intenzioni epiche) e pastorale (dal quale eredita le infedeltà amorose né scoperte né punite).
Vivaldi quando produsse quest'opera aveva trentacinque anni ed era già un celebre compositore di musica strumentale e poteva ormai contare su una lunga attività di violinista presso i teatri d'opera di Venezia. Tutto questo gli permise più agevolmente di debuttare in questo nuovo genere musicale. Inoltre, prudentemente, decise di dare il suo primo spettacolo teatrale in provincia, a Vicenza appunto, lontano dall'ambiente musicale veneziano, in modo che un imprevisto insuccesso non potesse compromettere la sua carriera d'operista.

## Organico
- 2 flauti dolci, 2 oboi e fagotto
- Archi
- Clavicembalo per il basso continuo e i recitativi

## Trama

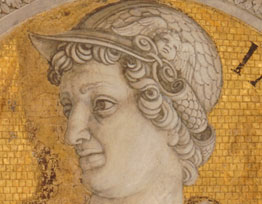
Ottone

L'imperatore romano Ottone (si parla dell'Otone che succedette a Galba nel 69, "anno dei quattro imperatori") è legato sentimentalmente con Cleonilla, la quale però, volatile per natura, da tempo ha una relazione segreta con Caio Silio. Ottone, ingenuo, non sa nulla. All'inizio dell'opera questa relazione è a sua volta in crisi perché Cleonilla si è innamorata di Ostilio e si è ormai stancata di Caio. Ostilio è in realtà una donna, Tullia, la quale si è mascherata perché innamorata di Caio, che l'ha lasciata per Cleonilla tempo prima. Tullia progetta di uccidire Cleonilla per la gelosia, ma prima tenta di dissuaderla nell'intraprendere una relazione con Caio. Egli vedendo le due donne insieme travisa credendo che si tratti di un incontro romantico. Dunque Caio avverte Ottone, il quale gli ordina di uccidere Ostilio. Prima di eseguire l'ordine Ostilio rivela di essere Tullia. Cleonilla afferma di aver sempre saputo questo e si riconcilia con Ottone, salvando la reputazione e cavandosela a buon mercato. Egli le crede e l'opera si conclude con il matrimonio di Tullia e Caio. Tullia è felicissima, Ottone è tranquillo e anche Caio Silio se l'è cavata a buon mercato, come Cleonilla. Decio, che per tre atti ha vanamente tentato di avvertire Ottone delle varie tresche, rimproverato Caio e rimbeccato Cleonilla, è l'unico personaggio serio in questo dramma che, sull'onda dell'Incoronazione di Poppea, prevede che a trionfare non sia la virtù, ma il vizio (senza ovviamente alcun risvolto cruento).